# Anomalomyia minor
Anomalomyia minor är en tvåvingeart som först beskrevs av Marshall 1896.  Anomalomyia minor ingår i släktet Anomalomyia och familjen svampmyggor. Inga underarter finns listade i Catalogue of Life.